# Земплинске Хамре
Земплинске Хамре (слч. Zemplínske Hámre) насељено је мјесто са административним статусом сеоске општине (слч. obec) у округу Сњина, у Прешовском крају, Словачка Република.

## Становништво
| Година:    | 1994. | 2004.   | 2014.   | 2024.   |
| ---------- | ----- | ------- | ------- | ------- |
| Број људи: | 1256  | 1240    | 1273    | 1291    |
| Разлика:   |       | -1,27 % | +2,66 % | +1,41 % |

| Година:    | 2023. | 2024.   |
| ---------- | ----- | ------- |
| Број људи: | 1279  | 1291    |
| Разлика:   |       | +0,93 % |

Према подацима о броју становника из 2024. године насеље је имало 1291 становника.